# Jeanette Ottesen
Jeanette Ottesen (ur. 30 grudnia 1987 w Kongens Lyngby) – duńska pływaczka specjalizująca się w stylu dowolnym i motylkowym, brązowa medalistka olimpijska z 2016 roku, dwukrotna mistrzyni świata, ośmiokrotna mistrzyni Europy na krótkim basenie.

## Kariera pływacka
W 2004 roku na igrzyskach olimpijskich w Atenach startowała w wyścigu na 50 i 100 m kraulem oraz w sztafecie stylem zmiennym, ale nie zakwalifikowała się do wyścigów finałowych.
Cztery lata później, podczas igrzysk olimpijskich w Pekinie jej najlepszym występem było piąte miejsce w finale na dystansie 100 m stylem dowolnym (54,06).
Na mistrzostwach świata w Szanghaju w 2011 roku zdobyła złoty medal na dystansie 100 m stylem dowolnym ex aequo z Białorusinką Alaksandrą Hierasimienią. Obie pływaczki uzyskały czas 53,45. W konkurencji 50 m stylem dowolnym z czasem 24,67 była szósta. Na 100 m stylem motylkowym zajęła 11. miejsce (58,24), a na dystansie dwukrotnie krótszym uplasowała się na 13. miejscu (26,53).
Podczas igrzysk olimpijskich w Londynie była dwukrotnie szósta na 100 m motylkiem (57,35) i w sztafecie 4 × 100 m stylem dowolnym, dwukrotnie siódma: na 100 m stylem dowolnym (53,75) i w sztafecie 4 × 100 m stylem zmiennym, a także 12. na 50 m stylem dowolnym (24,99).
Rok później, na mistrzostwach świata w Barcelonie w konkurencji 50 m stylem motylkowym została mistrzynią świata, uzyskawszy czas 25,24. Na dystansie 100 m stylem motylkowym z czasem 57,27 zajęła czwarte miejsce, a na 50 m stylem dowolnym uplasowała się na piątym miejscu ex aequo z Bronte Campbell (24,66).
W 2015 roku podczas mistrzostw świata w Kazaniu zdobyła dwa srebrne medale. W konkurencji 50 m stylem motylkowym z czasem 25,34 zajęła drugie miejsce. Druga była również na 100 m motylkiem, uzyskawszy w finale czas 57,05. Na dystansie 50 m stylem dowolnym nie zakwalifikowała się do finału i ostatecznie uplasowała się na dziewiątym miejscu (24,61).
Na igrzyskach olimpijskich w Rio de Janeiro w 2016 roku wraz z Mie Nielsen, Rikke Møller Pedersen i Pernille Blume wywalczyła brązowy medal w wyścigu sztafet 4 × 100 m stylem zmiennym. Dunki w finale przypłynęły 0,01 s za reprezentantkami Australii i pobiły rekord Europy (3:55,01). Na dystansie 100 m stylem motylkowym z czasem 57,17 zajęła początkowo ósme miejsce, ale po dyskwalifikacji Chinki Chen Xinyi awansowała na siódmą pozycję. W konkurencji 100 m stylem dowolnym z wynikiem 53,36 uplasowała się na ósmym miejscu. Na 50 m kraulem nie zakwalifikowała się do finału i zajęła 11. miejsce.

## Życie prywatne
W sierpniu 2011 r. wyszła za Bobby'ego William Graya. W listopadzie 2013 roku poinformowała o ich separacji.
W czerwcu 2015 r., dwa miesiące przed mistrzostwami świata, razem z jej chłopakiem, brytyjskim grzbiecistą Marco Loughranem padli ofiarą agresji drogowej w Kopenhadze. W wyniku incydentu Ottesen złamała palec, a Loughran był hospitalizowany.
30 czerwca 2017 r. ogłosiła na swoim blogu, że jest w ciąży, a dwa tygodnie później wzięła ślub.

## Wyróżnienia
- Najlepsza sportsmenka 2011 r. w Danii